# William Brewster (ornitólogo)
William Brewster (Wakefield, Massachusetts, 5 de julio de 1851 - Cambridge, Massachusetts, 11 de julio de 1919), fue un ornitólogo estadounidense, cofundador de la American Ornithologists' Union, una organización estadounidense dedicada al estudio científico de las aves.
Nació en Wakefield, Massachusetts. Su padre fue John Brewster, un banquero de Boston, y su madre fue Rebecca Parker (Noyes). Él fue el hijo menor de los 4 hijos de aquel matrimonio.
Brewster estudió en 2 escuelas públicas de Cambridge: Washington Grammar School, y Cambridge High School.
En 1880, Brewster se convirtió en asistente a cargo de la colección de aves y mamíferos de la Sociedad de Historia Natural de Boston, y en 1885 se convirtió en conservador de mamíferos y aves en el Museo de Anatomía Comparada de la Universidad de Harvard. También dedicó algo tiempo considerable para el desarrolló de su propio museo privado de ornitología.
En 1883, fundó la American Ornithologists' Union (Unión de Ornitólogos Americanos), juntó con Elliott Coues y Joel Asaph Allen.
Algunas de sus publicaciones más reconocidas son Birds of the Cape Regions of Lower California (1902) y Birds of the Cambridge Region of Massachusetts (1906).